# 古特多尔

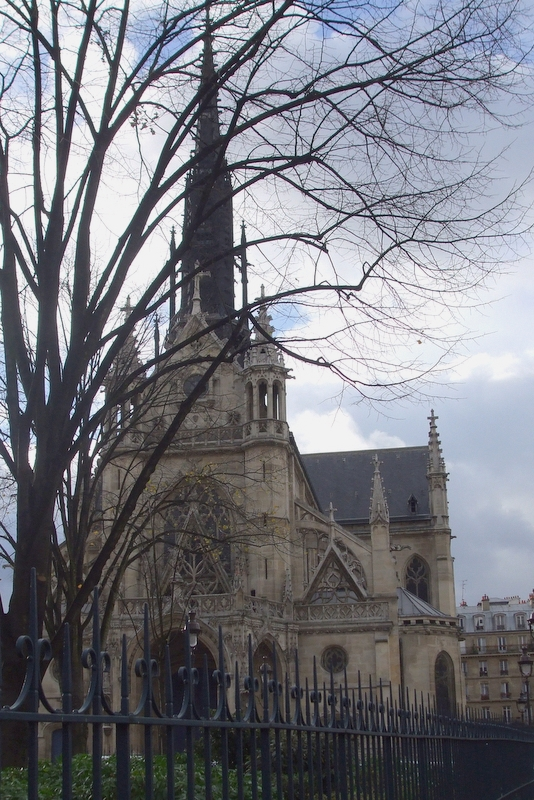
聖伯納德教堂

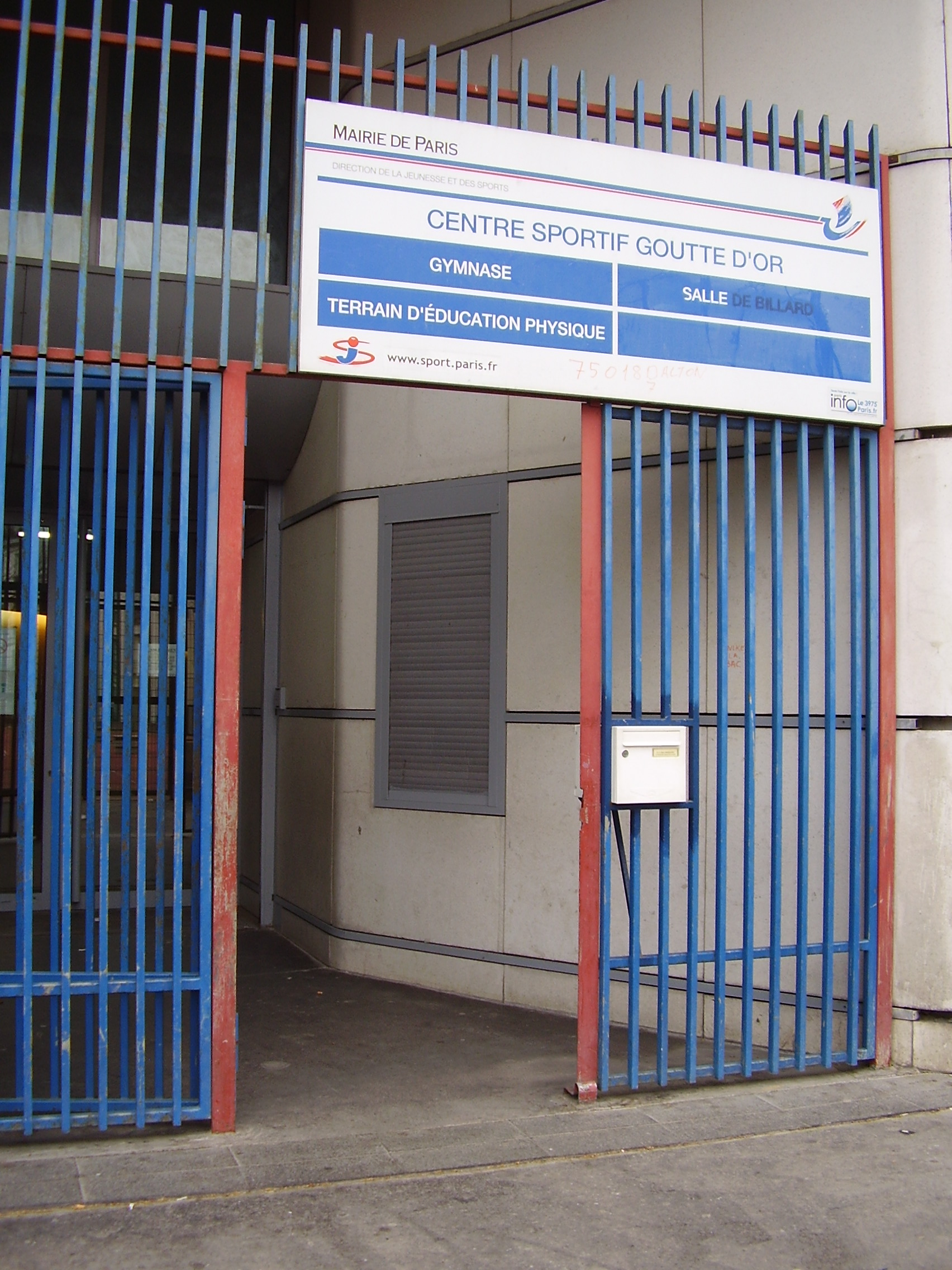
古特多尔體育中心

古特多尔（英語：Goutte d'Or，法語發音：[ɡut dɔʁ]，又譯作古得多、黃金滴）是一處位於法國巴黎十八區的街區。
此處以Le marché Dejean市場而聞名，而Pôle Santé健康中心位於此。該街區有著大批阿拉伯和北非移民。
「Goutte d'Or」一名是指位於蒙馬特東部和巴黎十八區小教堂街區以西的地帶。
2016年1月，此處發生了恐怖主義攻擊。

## 外部連結
- （法文） Portail du quartier de la Goutte d'Or（页面存档备份，存于）
- （法文） Description du quartier （页面存档备份，存于）

48°53′14″N 2°21′12″E / 48.88722°N 2.35333°E